# 上彼得里夫齊
48°4′14″N 25°41′45″E / 48.07056°N 25.69583°E
上彼得里夫齊（烏克蘭語：Верхні Петрівці）是位於烏克蘭西南部的村莊，由切爾諾夫策州切爾諾夫策區的彼得里夫齊市鎮負責管轄。該村處於謝列捷利河畔，始建於1610年，海拔高度371米，2001年人口3,747。